# シェイディー・レコード
シェイディー・レコード（英語：Shady Records）とは、アメリカ合衆国の大手ヒップホップ系レーベルの名称である。
1999年に、ラッパーのエミネムが創設した。現在は、「インタースコープ・レコード」に所属しており、エミネム自身の他、人気ラッパー50セントや、D12も在籍していた。

## 現在のアーティスト
| アーティスト               | 契約年 |
| -------------------------- | ------ |
| バッド・ミーツ・イーヴィル | 2011年 |
| イェラウルフ               | 2011年 |
| スローターハウス           | 2011年 |
| 50セント                   | 2002年 |
| D12                        | 1999年 |